# ۵۵ خرچنگ ای
۵۵ خرچنگ ای (انگلیسی: 55 Cancri e) سیاره فراخورشیدی است که همچون ۵۵ خرچنگ، در مدار خورشید قرار دارد. جرم این سیاره حدود ۸/۶۳ برابر زمین و قطر آن نیز تقریباً دو برابر زمین می‌باشد. ۵۵ خرچنگ ای به عنوان نخستین ابرزمین کشف‌شده طبقه‌بندی شده است که در اطراف رشته اصلی یک ستاره قرار گرفته است. کمتر از ۱۸ ساعت طول می‌کشد تا چرخش به دور مدار خود را کامل کند و درونی‌ترین سیاره در همین سامانه سیاره‌ای محسوب می‌شود. ۵۵ خرچنگ ای در ۳۰ اوت ۲۰۰۴ کشف شد هر چند، تا سال ۲۰۱۰ و بر طبق مشاهدات و محاسبات متوالی، برآورد می‌گردید که این سیاره کمتر از حدود ۳ روز طول می‌کشد تا به دور ستاره بچرخد. در اکتبر سال ۲۰۱۲ اعلام گردید که ۵۵ خرچنگ ای، محتمل است که یک سیاره کربنی باشد.
در فوریه ۲۰۱۶ میلادی اعلام شد که تلسکوپ فضایی هابل ناسا، در اتمسفر این سیاره، هیدروژن و هلیوم (احتمالاً هیدروژن سیانید نیز) کشف کرده است. بر همین اساس، همچنین عنوان شد که در اتمسفر این سیاره تاکنون بخار آب مشاهده نشده است. بررسی‌های (آنالیز) چنین داده‌هایی، در نوع خود، نخستین بررسی‌های موفقیت‌آمیزی محسوب می‌گردید که تاکنون بر روی یک سیاره فراخورشیدی صورت گرفته است.

## نگارخانه

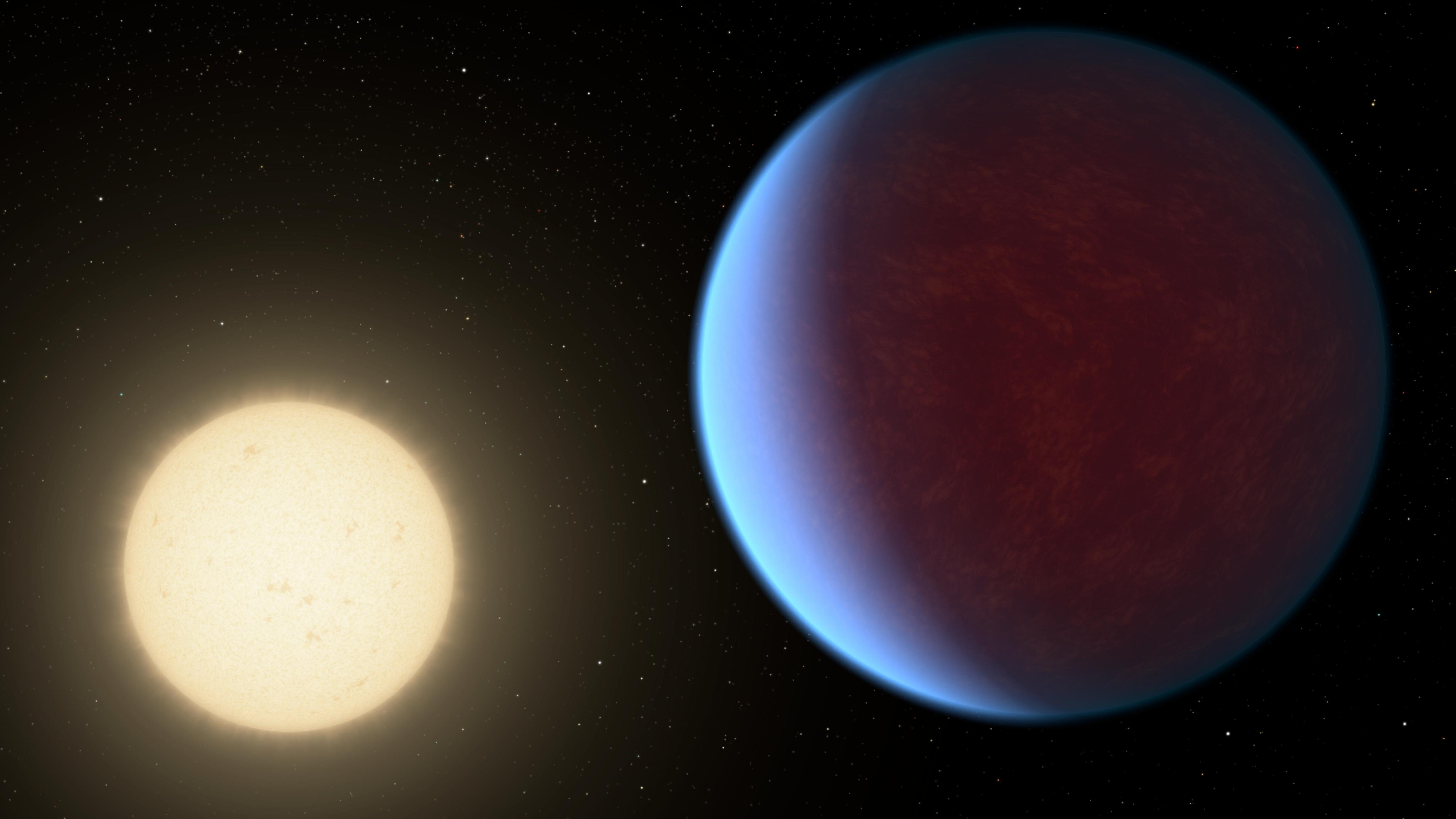